# Relax FM
Relax FM — российская радиостанция, осуществляющая вещание в диапазоне УКВ (FM) в Москве (на частоте 90,8 МГц), Джанкое (103,8 МГц), Ефремове (106,7 МГц), Воронеже (94,9 МГц), Казани (105,3 МГц), Симферополе (107,3 МГц) и Судаке (103,2 МГц). Не имеет ничего общего с другой радиостанцией Relax FM, вещавшей в Кирове с 1993 по 2010 годы. Формат станции — мелодичные композиции, направленные на эмоциональное расслабление слушателей. В эфире нет диджеев. Основана в 2006 году, студия расположена в Москве. По состоянию на 2011 год, ежедневная аудитория — более 200 тысяч человек, еженедельная аудитория — свыше 700 тысяч слушателей.
Сигнал радиостанции также доступен со спутников «Триколор» и «НТВ-Плюс» Eutelsat W4 36,0°E транспондер 11900(поляризация R) в зоне его покрытия — европейская часть России, Прибалтика.

## Аудитория Relax FM
Основная аудитория радиостанции — состоящие в браке женщины и мужчины в возрасте от 25 до 45 лет (по 50 % в половом разрезе). Более 40 % имеют высшее образование, свыше 60 % являются «белыми воротничками», из них 20 % занимают руководящие должности.

## Передачи

### Сегменты эфира

#### Основные
- «Утро без суеты» — по будням с 06 до 11. Музыка для хорошего настроения, прогноз погоды, сигналы точного времени.
- «Утренний фреш» — по выходным с 05 до 12. Коллекция освежающих треков для хорошего настроения в выходные дни.
- «Relax-Настроение» — по будням с 11 до 13. Музыка, которая помогает настроиться на рабочий день.
- «Relax-Кафе» — по будням с 13 до 15. Музыка стилей лаунж и софт-джаз («музыка со вкусом»).
- «Релакс без границ» — по выходным с 12 до 19. Музыка для отдыха в выходные дни.
- «Движение без суеты» — по будням с 18 до 20 (по пятницам с 17 до 19). Музыка для водителей автомобилей.
- «Вечерний бриз» — по будням (кроме пятницы) с 20 до 23. Музыка для спокойного вечера.
- «Вечерний коктейль» — по пятницам и субботам с 19 до 23. Освежающий микс музыкальных стилей: вдохновляющий софт-джаз, освежающий нью-эйдж и любимые хиты.
- «Воскресное рандеву» — по воскресеньям с 19 до 23. Музыка для воскресного отдыха.
- «Сад камней» — в будни с 23:00 до 01:00.
- «Ночь время релакса» — с 01:00 до 05:00 утра. Музыка для сна.

#### Сезонные
- «Краски осени» — по будням с 15 до 18 (в пятницу — до 17). Музыка, создающее хорошее настроение в осенний сезон.
- «Звуки весны» — по будням с 15 до 18 (в пятницу — до 17). Музыка, под которую просыпается природа и расцветают чувства.
- «Summer Time» — по будням с 15 до 18 (в пятницу — до 17). Музыка, наполненная летним настроением и душевным теплом.
- «Музыка в белом» — по будням с 15 до 18 (в пятницу — до 17). Музыка со свежим морозным настроением, создающая душевный уют.

### Рубрики
- «Relax-География» — Музыкальные композиции, передающие атмосферу географических мест.
- «Relax-Cinema» — Саундтреки из коллекции Relax-фильмов.
- «Relax-Версия» — Обработанные версии известных песен под формат Relax FM.
- «Relax-Персона» — Рассказы о самых талантливых и влиятельных музыкантах и исполнителях.
- «Музыка, исполненная природой» — с 02 до 04 по будням. Звуки природы.
- «Relax-Стихия» — Стихотворения с настроением и музыкой релакса.
- «Relax-Реплика» — Мнения и высказывания знаменитых людей о жизни.
- «Relax-Винтаж» — Популярные песни XX века.
- «Relax-Классика» — Классическая релакс-музыка.
- «Relax-Маршруты» — Рассказы о знаменитых дорогах мира.
- «Relax-Life» — Рассказы о самых популярных развлечениях мира.

14 февраля 2013 года в День Всех Влюбленных в эфире Relax FM вышел сегмент «Музыка при свечах», в основе которого прозвучала музыка для романтического вечера. Сегмент вышел вместо «Вечернего бриза» в четверг с 19:00 до 23:00.
В период праздников Нового Года и Рождества заставки радиостанции и отбивки начала часа звучат с новогодним оформлением. Перед праздником Нового Года звучит обратный отсчёт дней ,оставшихся до наступления Нового Года.

## Награды
- 26 апреля 2007 года радиостанция Relax FM стала лауреатом премии «Радиомания 2007» в двух номинациях:
  - «Музыкальная программа» («Утро без суеты»)
  - «Оформление эфира»[5].
- 13 ноября 2007 года Relax FM стала обладателем европейской премии «Global Traffic Network European Radio Awards 2007» в номинации «European Radio Station of the Year»[6].
- 14 мая 2010 года — станция стала лауреатом «Радиомании-2010» в номинации: «Звукорежиссёр» (Антон Рамушкин, эфир от 11 февраля 2010 года)[7].
- 8 июля 2011 года — коммерческий директор Сити FM и Relax FM стала лауреатом премии в области медиа-бизнеса «Медиа-менеджер 2011» в номинации «Реклама» — за организацию эффективной работы коммерческой службы и значительное увеличение объёма продаж рекламы и специальных интеграционных проектов на радио Сити FM и Relax FM[8].

## Города вещания

### Россия
- Алушта — 103.4 FM
- Анапа — 94.5 FM
- Воронеж — 94.9 FM
- Геленджик — 97.8 FM
- Джанкой — 103.8 FM
- Ефремов — 106.7 FM
- Казань — 105.3 FM
- Коломна — 100.4 FM
- Москва — 90.8 FM
- Нижний Новгород — 94.7 FM
- Новосибирск — 107.7 FM
- Обнинск — 95.4 FM
- Омск — 92.3 FM
- Пермь — 105.1 FM
- Ростов-на-Дону — 98.5 FM
- Санкт-Петербург — 94.5 FM
- Саратов — 99.8 FM
- Симферополь — 107.3 FM
- Судак — 103.2 FM
- Сочи — 101.1 FM
- Томск / Северск — 88.9 FM
- Тюмень — 92.0 FM
- Уфа — 92.0 FM

### Казахстан
- Байконур — 103.0 FM

### Планируемое вещание
- Белогорск — 98.1 FM
- Киров — 105.8 FM
- Ленинское — 102.9 FM
- Чебоксары — 98.1 FM

### Вещание прекращено
- Армавир — 97.0 FM (заменено на Радио Кабриолет, ныне Радио Дача)
- Донецк — 95.3 FM (Частота молчала, заменено на Радио России)
- Керчь — 102.2 FM (заменено на Ретро FM)
- Курск — РТС-3
- Махачкала — 94.3 FM (заменено на Юмор FM, ныне Радио Звезда)
- Орёл — 96,2 FM (заменено на Ретро FM)
- Саратов — 101.1 МГц (заменено на Радио Вера) (сейчас на 99.8 FM)
- Симферополь — 90.1 FM (заменено на Ретро FM) (сейчас на 107.3 FM)
- Уфа — 103.5 FM (заменено на Comedy Radio) (сейчас на 92.0 FM)